# Late purpermot
De late purpermot (Eriocrania sparrmannella) is een vlinder uit de familie van de purpermotten (Eriocraniidae). 
De spanwijdte van de vlinder bedraagt tussen de 9 en 14 millimeter. De basiskleur van de vleugels is goud, met paarsblauwe metallische spikkels.

## Levenscyclus
De variabele purpermot heeft berkensoorten als waardplanten. Het is een bladmineerder. De rups is te vinden van mei tot augustus. De pop overwintert. De soort kent één generatie, die vliegt in april en mei.

## Voorkomen in Nederland en België
De variabele purpermot is in Nederland en in België een niet zo algemene soort. 